# Camilo de Oliveira
Camilo Venâncio de Oliveira (Buarcos, Figueira da Foz, 11 de agosto de 1924 – Lisboa, 2 de julho de 2016) foi um ator, encenador e argumentista português.

## Biografia

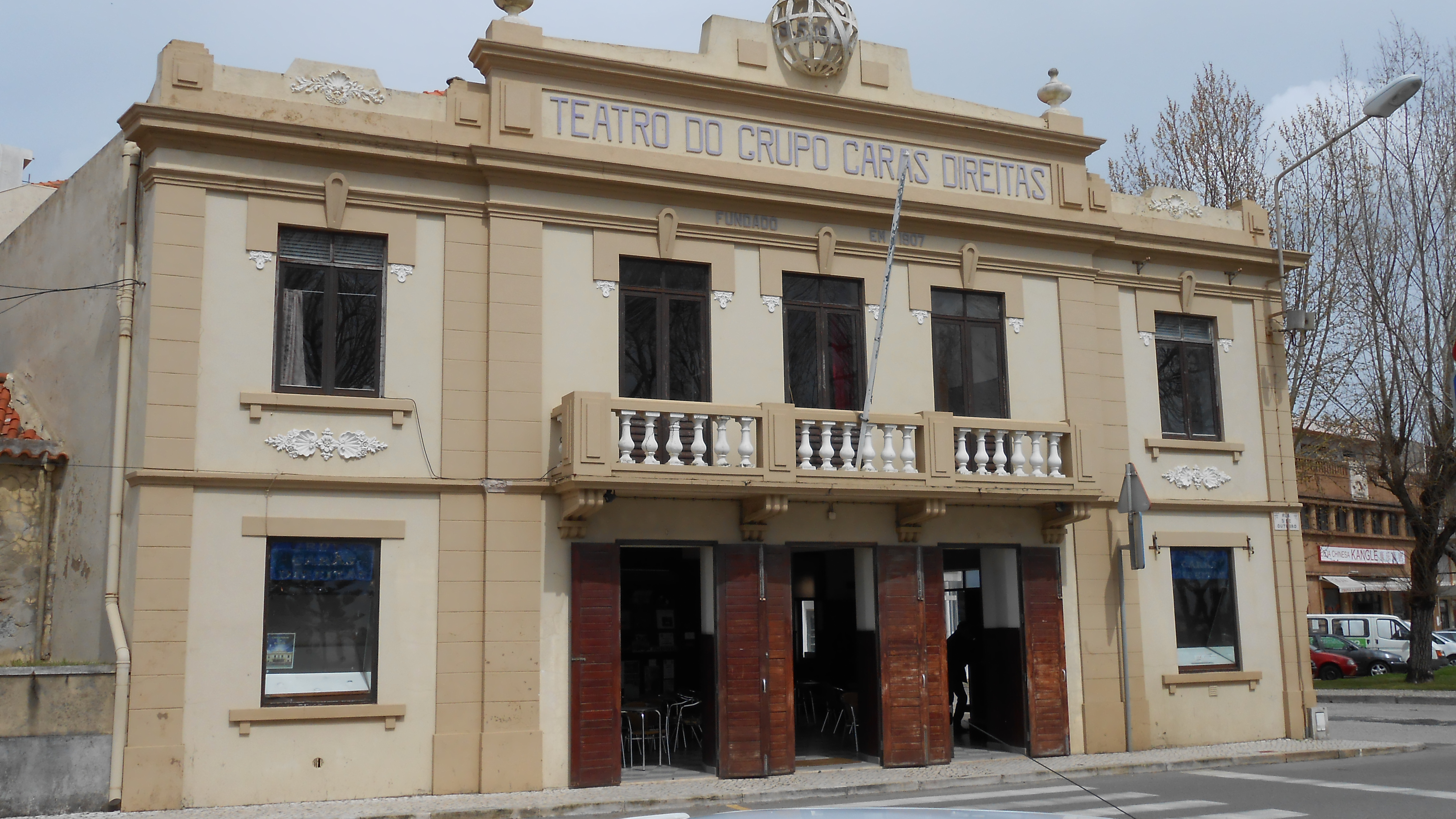
O Teatro Caras Direitas em Buarcos, fundado em 1907.

Nasceu filho dos atores Camilo Arjona de Oliveira ( —1981) e da sua primeira mulher, Ester Venâncio de Oliveira, nos camarins do Teatro do Grupo Caras Direitas, localizado no centro da vila de Buarcos, na altura o único teatro existente no concelho da Figueira da Foz. Era irmão do autor teatral César de Oliveira.
Estreou-se aos nove anos na companhia itinerante da avó paterna, Júlia Arjona (filha de Camilo Ximenes Arjona, ator espanhol itinerante, e de Olinda Ribeiro, natural de Marco de Canaveses). Muda-se da Figueira da Foz para Lisboa. A primeira revista em que participou foi Lisboa é Coisa Boa, em 1951.
Obtém grande êxito em "Abaixo as Saias" (1958) e  "Ó Pá, Não Fiques Calado" (1963). Na RTP, participou em "O Senhor Que Se Segue", em conjunto com Artur Agostinho e Carmen Mendes. Em 3 de abril de 1965, recebe, em conjunto com Florbela Queiroz, o Prémio Imprensa 1964 para os Melhores Atores de teatro de revista.
Em 1969, é o protagonista do filme "O Ladrão de Quem se Fala", de Henrique Campos, onde desempenha dois papéis.
No teatro continuam os sucessos como "Alto Lá Com Elas" (1970), "As Coisas Que Um Padre Faz (1976)" e "Aldeia da Roupa Suja" (1978). Participa na série "O Espelho dos Acácios" da RTP.
Em 1981, protagoniza com Ivone Silva o programa Sabadabadu que foi um grande sucesso e onde apareceram personagens como os Agostinhos e o Padre Pimentinha. Em 1982, grava um single com os temas "Sapateado" , "Soutien" e "Publicidade", todos da autoria de Fernando Guerra e Varela Silva.
Em abril de 1983, aparece na RTP com o programa "Allegro". Ainda em 1983, é sucesso no teatro com "Há Mas São Verdes". Conhece Paula Marcelo, com quem viria a viver.
Em finais de 1989, protagoniza a peça "Ai Cavaquinho", no Teatro ABC. Em agosto de 1990, o ABC sofreu um grande incêndio e a companhia teve de mudar-se para o Teatro Capitólio. Em 1992, destaca-se em "Isto É Que Vai Uma Crise".
É contratado pela SIC para a série "Camilo & Filho, Lda", que foi uma grande sucesso em 1995. No teatro, apresenta "Camilo & Filhas" (1996). Em 1997, reaparece na SIC com a série "As Aventuras do Camilo". Nos anos seguintes, é a vez de "Camilo na Prisão e  "A Loja do Camilo".
Em 2002, transita para a RTP onde é o protagonista da série "Camilo, o Pendura".
Em 2005, regressa à SIC, onde voltam os êxitos "Camilo em Sarilhos" (2005/2006). Em 2008, apresenta-se ao vivo com a peça "O Meu Rapaz é Rapariga". A SIC realizou em setembro de 2008 uma gala em sua homenagem.
Em 2009, lança, através da editora Esfera dos Livros, o livro "As regras da minha vida: Camilo de Oliveira, o actor do povo".
Após o fim das gravações de "Camilo, o Presidente" (2009/2010), decidiu reformar-se, passando a conceder poucas entrevistas a órgãos de comunicação social.
Foi casado com a enfermeira Maria Luísa Reis Oliveira, de quem nunca se divorciou. Depois viveu com Io Appolloni, atriz italiana radicada em Portugal desde 1965, de quem teve um filho, Camilo Humberto Appolloni de Oliveira, nascido em 1969. Foi também pai de Camilo Luís Medeiros e Câmara de Oliveira, nascido em 1981, do seu relacionamento com Maria Luísa de Medeiros e Câmara.
Morreu a 2 de julho de 2016, aos 91 anos, no Hospital Egas Moniz, em Lisboa, onde estava internado na unidade de cuidados paliativos devido a cancros na próstata e nos intestinos. À data da sua morte, vivia há mais de trinta anos anos com a atriz Paula Marcelo.

## Televisão
- Protagonista, Camilo Tondela em Camilo, o Presidente, SIC 2009-2010; 2014
- Elenco principal, Doutor em No Tal Hospital, RTP 2007
- Protagonista, Camilo Monteiro em Camilo em Sarilhos, SIC 2005-2006
- Protagonista, Camilo Gouveia em Camilo, o Pendura, RTP 2002
- Protagonista, Camilo em A Loja do Camilo, SIC 1999-2000
- Protagonista, Camilo dos Anjos Libertino em Camilo na Prisão, SIC 1998
- Protagonista, Camilo em As Aventuras do Camilo, SIC 1997
- Protagonista, Camilo Chumbinho em Camilo & Filho Lda., SIC 1995-1996
- Allegro, RTP 1983
- Sabadabadu, RTP 1981[5]
- O Espelho dos Acácios, RTP 1979
- O Senhor Que Se Segue, RTP, 1964

## Teatro
Em relação ao teatro, fez 47 revistas à portuguesa e outros papéis.

## Cinema
- O Ladrão de Quem Se Fala - 1969